# ISpring Suite
iSpring Suiteは、iSpring Solutions社が製作した、PowerPointベースのオーサリングツールです。ユーザーは、スライドベースのコース、クイズ、対話シミュレーション、スクリーンキャスト、動画講義、その他のインタラクティブな学習教材を作成できます。出力コースはHTML5で公開されます。iSpringで作ったコースは次のLMS規格に対応しています：SCORM 1.2、SCORM 2004、AICC、xAPI (Tin Can)、cmi5。

## 経歴
2005年、iSpring製品の原形であるFlashspring Proがリリースされました。無料版と商用版のシンプルなPowerPointからFlashへのコンバーターでした。後に、iSpring社はFlashspring Ultraをリリースし、SCORMに対応できるようになりました。コンパニオン製品のFlashSpring LiteとFlashSpring Serverはそれぞれ2006年、2007年にリリースされました。2008年には、製品名がiSpringに変更しました。

iSpring Suiteの現行版はiSpring Suite 11.0で、2022年9月に発売されました。

### iSpring Suite 7
iSpring Suite 7で強化されたことは、一体化されたクロスプラットフォーム、Flash + HTML5型式の対応でした。これにより、ユーザーは、どんな画面サイズや向きにも適応するモバイルで使用できるプロジェクトを作成できるようになりました。
iSpring Suite 7はiOSとAndroid向けの無料モバイルアプリがあり、オフラインでコンテンツを表示できます。アプリは、インターネット接続がなくても、学習活動に関する統計を集め、接続が回復されるとLMSにその統計を送ります。

### iSpring Suite 8
iSpring Suite 8は、ツールキットに複数の新機能を取り入れています。
バージョン8では、会話のシミュレーターが追加され、ユーザーは対話シミュレーションを作成できます。また、iSpring Suite 8には画面録画ツールがあります。ユーザーは画面を取り込み、PowerPointスライド、画面録画と音声/動画ナレーション両方の音声/動画エディター、および動画講義プレーヤーでの録画を挿入して、隣り合わせにしてPowerPointスライドと講義動画を表示できます。

### iSpring Suite 9
2018年4月にリリースされたバージョン9は、14種類のインタラクション、画面録画の拡大性能を備えた新しいビルトインビデオエディターをひとつ、および新しいドラッグアンドドロップの問題、新しいビルトイン方程式エディター、拡大したフィードバックオプション、7種類の新しいアンケートの質問テンプレートなど、クイズエディターに大きな改善を取り入れました。iSpring Suite 9のその他の機能は、LMSプロジェクトをマージできることです。

### iSpring Suite 10
2020年9月にリリースされたバージョン10は、iSpring Suite Maxとしても知られています。このバージョンでは、iSpring Cloudは、iSpring Space（作者コラボレーションツール）に置き換えられました。
以前にも増して多くの機能を備えて発売され、マイクロ学習コースのオーサリングツールであるiSpring Pageを追加しました。オンラインオーサリングツールの類ですが、クイズ/問題タイプに制限があります。

### iSpring Suite 11
iSpring Suite 11は2022年9月1日に発売されました。新しいデザインカスタマイズ機能のほか、プリセットコースプレーヤー テンプレートがあります。またこのリリースでは、コース再生速度の調整能力を取り入れ、インタラクティブなロールプレイに新しい外観を与え、コンテンツライブラリを拡大しました。eラーニングアセットコレクションは、イラストのキャラクターや場所で強化されています。

## 機能
iSpring SuiteはiSpringアッドイン、クイズ作成ツール、対話式シミュレーター、画面録画ツール、インタラクション作成ツール、5つのツールを含んでいます。上記のツールはセットとしても、個別のツールとしてもそれぞれ使用することが可能です。
iSpring Converter ProはパワーポイントプレゼンテーションをWEB(オンライン)プレゼンテーションに変更するツールです。アニメーション、画面切り替え効果、音声合成機能等、パワーポイントの定型的な機能をサポートしています。

## 参照
- Eラーニング
- 教育ソフトウェア
- オーサリングツール
- スクリーンキャスト